# Кокосова палма
Вижте пояснителната страница за други значения на Кокос.
Кокосовата палма (Cocos nucifera) е растение от семейство Палмови (Arecaceae). Вирее в Африка, Америка, Океания и Азия. Обичайно расте в близост до тропични плажове, но се среща и на 1000 м надморска височина.

## Наименование
Научното наименование на рода произлиза от португалската дума coco („маймуна“) и дадено поради петната на ореха, които го правят подобен на маймунска муцунка. Видовото име nucífera – от латинската дума nux („орех“) и ferre („нося“).

## Произход и разпространение
Родината на кокосовата палма не е точно известна – предположително е от Югоизточна Азия (Малайзия). Сега е повсеместно разпространена в тропиците на двете полукълба, както в диворастящ, така и в агрокултурен вид. На Филипините, Малайския архипелаг, полуостров Малака, в Индия и на Шри Ланка се отглежда от праисторически времена. Кокосът е растение на крайбрежията, предпочитащ пясъчни почви, поради което първо място по обемите на производство заема Индонезия. Разширяването на неговия ареал става както с помощта на човека, така и по естествен път: кокосовите орехи са водонепроницаеми и свободно плуват, разнасяни от океанските течения, съхранявайки при това своята жизнеспособност.

## Ботаническо описание
Кокосовата палма достига на височина около 30 m, листата ѝ са перести с дължина от 4 до 6 m. Старите листа опадват, като оставят ствола оголен и гладък. Плодът на кокосовата палма е кокосовият орех.
Най-много се култивира в Югоизточна Азия, но има обширни плантации и в карибския район, по-специално на Ямайка и Юкатан в Мексико.
- Кокосова палма на о-в Мартиника
- Кокосов ствол
- Кокосов орех
- Кокосов орех